# Wrong Turn (Filmreihe)
Wrong Turn ist eine US-amerikanische Horror- und Kannibalenfilmreihe, die ursprünglich auf einer Idee und einem Drehbuch von Alan B. McElroy basiert. Die Reihe erzählt die Geschichte von deformierten Kannibalen, die in den Wäldern von West Virginia ihre Opfer auf brutale Art und Weise umbringen und anschließend verspeisen. 2021 wurde ein Reboot der Reihe veröffentlicht.

## Übersicht
| Film                                   | Regie          | Drehbuch                | Produzenten                                    |
| -------------------------------------- | -------------- | ----------------------- | ---------------------------------------------- |
| Wrong Turn (2003)                      | Rob Schmidt    | Alan B. McElroy         | Stan Winston, Robert Kulzer & Brian J. Gilbert |
| Wrong Turn 2: Dead End (2007)          | Joe Lynch      | Turi Meyer & Al Septien | Erik Feig & Jeff Freilich                      |
| Wrong Turn 3: Left For Dead (2009)     | Declan O’Brien | Connor James Delaney    | Jeffery Beach                                  |
| Wrong Turn 4: Bloody Beginnings (2011) | Declan O’Brien | Declan O’Brien          | Erik Feig & Robert Kulzer                      |
| Wrong Turn 5: Bloodlines (2012)        | Declan O’Brien | Declan O’Brien          | Jeffery Beach & Phillip J. Roth                |
| Wrong Turn 6: Last Resort (2014)       | Valeri Milev   | Frank H. Woodward       | Jeffery Beach & Phillip J. Roth                |
| Wrong Turn – The Foundation (2021)     | Mike P. Nelson | Alan B. McElroy         | James Harris & Robert Kulzer                   |

## Filme

### Wrong Turn
Im ersten Film wird eine Gruppe von sechs Freunden von den drei Kannibalen One Eye, Saw Tooth und Three Finger verfolgt. Chris Flynn (Desmond Harrington) muss aufgrund eines Staus einen Umweg nehmen. Er biegt an einer Abzweigung falsch ab und fährt in ein anderes Fahrzeug, das bereits Opfer einer Straßenfalle des Kannibalentrios geworden ist. Auf der Suche nach Hilfe in einer Hütte geraten sie an die drei monströsen Bergmänner und werden gejagt.

### Wrong Turn 2: Dead End
Der zweite Film stellt weitere Mitglieder der Kannibalenfamilie vor: Ma, Pa, Bruder und Schwester. Three Finger und der alte Mann von der Tankstelle sind die einzigen wiederkehrenden Charaktere aus dem ersten Film. Dieses Mal jagen die Kannibalen eine Gruppe von Reality-Show-Teilnehmern, die an einer Survival-Show teilnehmen.

### Wrong Turn 3: Left For Dead
Im dritten Teil gibt es eine Gruppe von Gefängnisbeamten und Verurteilten. Die zurückkehrende Figur Three Finger lässt den Transportbus von Gefängnisinsassen von der Straße abkommen, wodurch die Sträflinge entkommen und die überlebenden Gefängnisbeamten Nate (Tom Frederic) und Walter (Chucky Venn) entführen. Auf der Flucht stolpern die Sträflinge und ihre Gefangenen über einen verlorenen Geldtransporter, sowie über Alex Miles (Janet Montgomery), die seit dem Tod ihrer Freunde durch Three Finger im Wald auf der Flucht ist. Als einer der Gefangenen den Neffen von Three Finger tötet, wird dieser wütend und macht noch intensiver Jagd auf die Gruppe.

### Wrong Turn 4: Bloody Beginnings
Der vierte Teil der Reihe erzählt die Vorgeschichte der drei Kannibalen aus dem ersten Teil und zeigt ihre Kindheit, die sie in einer Nervenheilanstalt verbringen mussten. Später konnten die drei Brüder jedoch entkommen und töteten das gesamte Personal der Anstalt. Die Geschichte konzentriert sich daraufhin auf eine Gruppe von neun Teenagern, die auf der Suche nach ihrer Hütte mit ihrem Schneemobil eine falsche Kurve fahren. Sie landen in jener alten, verlassenen Irrenanstalt, in der noch immer One Eye, Saw Tooth und Three Finger leben. Die Freunde beschließen, die Nacht in der Anstalt zu verbringen und werden von den drei Brüdern angegriffen.

### Wrong Turn 5: Bloodlines
Der fünfte Teil setzt nach dem vierten Teil der Reihe an und spielt somit zeitlich ebenfalls vor dem ersten Teil der Reihe. Der Film erzählt die Geschichte des alten Mannes aus dem ersten Teil und offenbart seinen Namen: Maynard. Es zeigt sich, dass Maynard ein Serienmörder ist, der seit über dreißig Jahren auf der Flucht ist und jetzt mit den drei Kannibalenbrüdern in Streit ist. Er bezeichnet sie wiederholt als seine Jungs und seine Verwandten. Während des gesamten Films versuchen die Brüder, Maynard aus dem Gefängnis zu entlassen und die College-Studenten und Sheriff Angela Carter (Camilla Arfwedson) zu töten, während der Rest der Stadt am Festival teilnimmt.

### Wrong Turn 6: Last Resort
Der sechste Film ist ein eigenständiger Film und hält keinerlei Verbindung zu den vorhergehenden Filmen. Er dient somit als alternative Vorgeschichte zum ersten Teil der Reihe und erzählt eine andere Version der Vergangenheit um die drei Kannibalen und deren Familie. Danny (Anthony Ilott) entdeckt seine lang verlorene Familie, als er seine Freunde nach Hobb Springs bringt, einem in Vergessenheit geratenen Resort tief in West Virginia Hills. Danny muss sich dann zwischen seiner Familie und seinen Freunden entscheiden, da diese nacheinander von seiner Familie getötet werden.

### Wrong Turn
Der siebte Teil stellt einen Reboot der Reihe dar. Der Schauplatz wurde nun von West Virginia nun in den benachbarten Staat Virginia verlagert. Der Film besitzt deutlich weniger Splatter-Effekte als die bisherigen Teile der Reihe und ist vielmehr ein Horror-Thriller. Das bisherige Konzept der Reihe, dass sich Menschen degenerierten Kannibalen gegenübersehen, wurde fallen gelassen, stattdessen bekommen es die Protagonisten nun mit einer seit über 150 Jahren bestehenden Kultgemeinschaft zu tun.

## Hintergrund

### Geschichte
Der erste Teil lief im Jahr 2003 in den Kinos und konnte dort nur mäßigen Erfolg verbuchen. Als die Heimkinoauswertung jedoch überaus erfolgreich verlief, wurden seit 2007 zwei Fortsetzungen und drei Prequels direkt auf DVD bzw. Blu-ray Disc veröffentlicht. Die Reihe entwickelte sich so zu einer der erfolgreichsten Heimkino-Reihen.
Während der erste Teil noch einen ernsten Ton verfolgte, entwickelte sich die Reihe mit den Fortsetzungen zunehmender aufgrund der starken Splattereffekte und ironischen Erzählform zu einer erfolgreichen B-Movie-Reihe. Der steigende Grad der Tötungsszenen führte auch dazu, dass die Reihe in Deutschland bis auf den ersten Teil und sechsten Teil nicht ungekürzt veröffentlicht wurden.

### Drehorte
Während die Filme zwar in den Wäldern von West Virginia spielen, finden die Dreharbeiten meist in anderen Regionen oder sogar Ländern statt. Die Dreharbeiten des ersten Teils fanden so in Ontario, Kanada statt. Der zweite Teil wurde ebenfalls in Kanada gedreht. Allerdings wechselte man hier nach Vancouver. Die Dreharbeiten für den dritten, fünften und sechsten Teil wurden in Bulgarien durchgeführt, während man für den vierten Teil kurzweilig wieder nach Kanada wechselte und das Brandon Mental Health Centre in Brandon, Manitoba als Location wählte.